# Intrusos (libro)
Intrusos. Las increíbles visitas a Copley Woods (en el original en inglés Intruders. The incredible visitations at Copley Woods) es un libro escrito en 1987 por el pintor estadounidense, escultor y prominente figura en el fenómeno de la abducción así como en la investigación ovni relacionada Budd Hopkins.

## Contenido
Intrusos supuso a finales de los 80, junto al libro Communion de Whitley Strieber, todo un referente en el tema de las abducciones y los visitantes de dormitorio, y tras su publicación fueron muchas las personas que aseguraron haber recordado una vivencia de este tipo.
El libro trata el caso de Kathie Davis (seudónimo de Debra Tomey), quien supuestamente experimentó abducciones desde la infancia, al igual que su madre y después sus propios hijos.
A lo largo de la obra, Hopkins describe con detalle los dos años y medio de investigación sobre el caso. La casi totalidad de las abducciones fueron narradas por Davis bajo hipnosis regresiva y aparecen transcritas en el libro. Así, con base en estos testimonios y a las declaraciones realizadas por ella de forma consciente, además de por diversos conocidos, el autor realiza una reconstrucción de todos los sucesos.

## Adaptación televisiva
En 1992 fue emitida una miniserie homónima de cuatro horas para la CBS parcialmente basada en la obra de Hopkins.
No debe confundirse con la película de 2011 Intruders dirigida por Juan Carlos Fresnadillo.